# Euderus crawfordi
Euderus crawfordi är en stekelart som beskrevs av Peck 1951. Euderus crawfordi ingår i släktet Euderus och familjen finglanssteklar. Inga underarter finns listade i Catalogue of Life.